# Nanteuil-en-Vallée
Nanteuil-en-Vallée är en kommun i departementet Charente i regionen Nouvelle-Aquitaine i västra Frankrike. Kommunen ligger  i kantonen Ruffec som ligger i arrondissementet Confolens. År 2022 hade Nanteuil-en-Vallée 1 357 invånare.

## Befolkningsutveckling
Antalet invånare i kommunen Nanteuil-en-Vallée
Referens:INSEE